# Heinrich Bronsart von Schellendorff
Heinrich Karl Christoph Bronsart von Schellendorff, także Heinrich Bronsart von Schellendorf (ur. 16 listopada 1803 w Braniewie, 2 listopada 1874 w Hanowerze) – pruski generał porucznik (niem. Generalleutnant).

## Życiorys
Pochodził ze szlacheckiego rodu Bronsartów, o którym pierwsza wzmianka pochodzi z 1339 roku. Był synem pruskiego majora Ewalda Christopha von Bronsart (1761–1807), który zginął w oblężeniu Gdańska, oraz jego żony Anny z domu Schwiderowius (1770–1849). Od 1823 rodzina Heinricha von Bronsart znana jest jako „Bronsart von Schellendorff”. Pisownia sylaby -dorf(f) w nazwisku była niejednolicie stosowana (-f/-ff).

### Kariera wojskowa
Po ukończeniu szkoły kadetów w Berlinie Bronsart w stopniu podporucznika został z dniem 28 lipca 1821 przydzielony do 4. pułku piechoty armii pruskiej. W 1825 został oddelegowany do szkolny batalion piechoty (Lehr-Infanterie-Bataillon), a w latach 1827–1830 ukończył szkołę wojenną w Berlinie. W połowie lipca 1836 został adiutantem w 2. Brygadzie Landwehry; od kwietnia 1840 był na tym samym stanowisku w 2. Dywizji. 14 sierpnia 1842 awansował do kapitana i od 18 września 1844 był dowódcą kompanii w 1. pułk piechoty. 31 marca 1846 przeniesiony do 5. pułku piechoty. Tam 21 marca 1848 został mianowany majorem i objął dowództwo 2. batalionu w 5. pułk Landwehry. 12 marca 1852 został dowódcą batalionu w 3. pułku piechoty. 22 marca 1853 awansowany na podpułkownika. 10 czerwca 1856 został mianowany dowódcą Twierdzy Wesel. W 1856 został awansowany do stopnia pułkownika, a 27 sierpnia 1857 mianowany dowódcą 37. pułku piechoty. 19 maja 1859 został przeniesiony do Gdańska. Otrzymał Order Czerwonego Orła III Klasy ze wstęgą. 31 marca 1859 awansowany na generała brygady. 3 czerwca 1860 otrzymał Order Orła Czerwonego II Klasy z liśćmi dębu. 13 maja 1861 został mianowany dowódcą 2. Brygady Piechoty, 9 stycznia 1864 przeniesiony do 10. Dywizji Cesarstwa Niemieciego. 25 czerwca 1864 został awansowany na generała dywizji i mianowany dyrektorem departamentu ekonomii wojskowej w Ministerstwie Wojny, a także przewodniczącym komisji egzaminacyjnej dla przyszłych urzędników i członkiem zarządu sierocińca wojskowego w Poczdamie.
19 stycznia 1866 otrzymał Gwiazdę Orderu Orła Czerwonego II. Klasy z liśćmi dębu. Podczas mobilizacji podczas wojny prusko-austriackiej został mianowany 23 maja 1866 generałem intendentem (niem. Generalintendant). Po wojnie przeniesiony w stan spoczynku z jednoczesnym odznaczeniem Orderem Orła Czerwonego I. Klasy z liśćmi dębu. Zamieszkał wraz z żoną w Hanowerze, gdzie zmarł 2 listopada 1874.

### Rodzina
19 kwietnia 1829 Heinrich Bronsart von Schellendorff ożenił w Berlinie z Antoinette de Rège (1810–1873), córką kupca Daniela Louisa Drège z Kassel i Marianne Christine Diederich. To małżeństwo stało się protoplastą znanej rodziny oficerskiej Bronsart von Schellendorf(f), z której pochodziło wielu pruskich wojskowych epoki cesarskiej. Mieli dwanaścioro dzieci, w tym:
- Hans Bronsart (1830–1913) – niemiecki pianista i kompozytor, uczeń Ferenca Liszta
- Paul (1832–1891) – generał piechoty pruskiej, minister wojny
- Walther (1833–1914) – pruski generał piechoty, minister wojny
- Heinrich (1841–1879) – adiutant księcia Meklemburgii-Schwerin[1]
- Antonie (1848–1927) – w 1869 wyszła za Friedricha von Hanenfeldt (1838–1910), właściciela wsi Gronówko koło Braniewa
- Rosalie (ur. 1851) – matka przełożona w Szpitalu Miłosierdzia w Królewcu